# Dichroa pentandra
Dichroa pentandra är en hortensiaväxtart som beskrevs av Schlechter. Dichroa pentandra ingår i släktet Dichroa och familjen hortensiaväxter. Inga underarter finns listade i Catalogue of Life.